# Heterostegane
Heterostegane is een geslacht van vlinders van de familie spanners (Geometridae), uit de onderfamilie Ennominae.

## Soorten
- H. amputata Herbulot, 1993
- H. arcuata West, 1929
- H. aridata Warren, 1897
- H. aurantiaca Warren, 1894
- H. auranticollis Prout, 1922
- H. bifasciata (Warren, 1914)
- H. bilineata Butler, 1883
- H. boghensis Wiltshire, 1985
- H. cararia Hübner, 1790
- H. circumrubata Prout, 1915
- H. circumrubrata Prout, 1915
- H. contessellata (Prout, 1926)
- H. elephantina Herbulot, 1992
- H. felix (Herbulot, 1974)
- H. flavata (Warren, 1905)
- H. honei Wehrli, 1925
- H. hyriaria Warren, 1894
- H. incognita Prout, 1915
- H. indularia Guenée, 1858
- H. infusca (Herbulot, 1973)
- H. lala Swinhoe, 1892
- H. latifasciata Moore, 1887
- H. leroyi (Fletcher D. S., 1958)
- H. limbata Warren
- H. luteorubens (Mabille, 1900)
- H. maculifascia Hampson, 1891
- H. maxima (Herbulot, 1957)
- H. mediosecta Herbulot, 1993
- H. minuscula Herbulot, 1995
- H. minutissima (Swinhoe, 1904)
- H. monilifera Prout, 1915

- H. nyassa Herbulot, 1993
- H. pachyspila (Fletcher D. S., 1958)
- H. pleninotata Warren, 1901
- H. rectifascia Hampson, 1892
- H. rectifasciata Hampson, 1893
- H. rectistriga Prout, 1913
- H. retessellata West, 1929
- H. robinsoni (Herbulot, 1957)
- H. ruberata (Mabille, 1900)
- H. sciara Turner, 1947
- H. serrata (Fletcher D. S., 1958)
- H. subfasciata Warren, 1899
- H. subtessellata Walker, 1862
- H. tenebrimedia Prout, 1926
- H. thibetaria Wehrli, 1931
- H. thieli Herbulot, 1995
- H. tritocampsis Prout, 1934
- H. urbica Swinhoe, 1895
- H. warreni Prout, 1932